# Daewoo Gentra
Ravon (в 2005—2015 годах Daewoo Gentra) — компактный переднеприводной автомобиль. В 2005—2011 годах выпускался южнокорейской компанией Daewoo. В 2013—2015 годах выпускался в Узбекистане компанией GM Uzbekistan. С 2016 года носит название Gentra

## 2005—2011
Автомобиль Daewoo Gentra был разработан корейской компанией Daewoo на основе модели Daewoo Kalos. В 2005 году начался выпуск седана, в 2007 году — хетчбэка. Автомобили продавались только на рынке Южной Кореи, в другие страны модель экспортировалась под именем Chevrolet Aveo и другими названиями. В 2011 году Daewoo Gentra для корейского рынка также был переименован в Chevrolet Aveo.

## 2013—н.в
В 2013 году на предприятии GM Uzbekistan началось производство седана Daewoo Gentra — модернизированного варианта модели Chevrolet Lacetti для рынков Узбекистана, России и других стран СНГ. От исходной модели автомобиль отличается оформлением передней части кузова (фары, передние крылья и капот заимствованы от Chevrolet Lacetti хетчбэк, решётка радиатора и бампер — оригинальные), также у машины немного изменена конструкция подвески, что позволило увеличить дорожный просвет.
Daewoo Gentra оснащается 1,5-литровым бензиновым мотором мощностью 107 л. с., который выпускают на ташкентском моторном заводе GM Powertrain Uzbekistan. Коробки передач — механическая пятиступенчатая или автоматическая шестиступенчатая.
Продажи автомобиля Daewoo Gentra на российском рынке начались в сентябре 2013 года. На рынке Узбекистана модель продаётся под названием Chevrolet Lacetti. С 2016 года автомобиль продаётся на российском рынке под названием Ravon Gentra.

### Оснащение
Малолитражный автомобиль с передним приводом оснащается бензиновым двигателем объёмом 1.5 литра и мощностью 107 л. с. Двигатели выпускаются на ташкентском заводе Powertrain Uzbekistan.
Автомобили, в зависимости от позиции, оснащались следующими комплектующими:
- литые диски;
- люк;
- противотуманные фары;
- аудиосистема;
- ABS;
- кондиционер;
- Гидравлика руля;
- полный электропакет;
- центрозамок;
- Подушка безопасности;
- парктроники;
- круиз-контроль;
- сигнализация.